# Сезон ФК «Дніпро» (Дніпропетровськ) 2004—2005
Сезон ФК «Дніпро» (Дніпропетровськ) 2004—2005 — 14-ий сезон футбольного клубу «Дніпро» у футбольних змаганнях України. Команда доходить до 1/16 фіналу Кубка УЄФА.

## Склад команди
| № | Поз. | Нац.    | Гравець              |
| - | ---- | ------- | -------------------- |
|   | ВР   | Україна | В'ячеслав Кернозенко |
|   | ВР   | Україна | Артем Куслій         |
|   | ВР   | Україна | Микола Медін         |
|   | ЗХ   | Україна | Володимир Єзерський  |
|   | ЗХ   | Україна | Віталій Лисицький    |
|   | ЗХ   | Україна | Сергій Матюхін       |
|   | ЗХ   | Україна | Максим Пашаєв        |
|   | ЗХ   | Україна | Павло Пашаєв         |
|   | ЗХ   | Україна | Олександр Радченко   |
|   | ЗХ   | Україна | Андрій Русол         |
|   | ЗХ   | Україна | В'ячеслав Сердюк     |
|   | ЗХ   | Україна | В'ячеслав Шевчук     |
|   | ПЗ   | Україна | Руслан Бідненко      |
|   | ПЗ   | Україна | Сергій Валяєв        |
|   | ПЗ   | Україна | Олександр Грицай     |
|   | ПЗ   | Україна | Руслан Костишин      |

| № | Поз. | Нац.     | Гравець             |
| - | ---- | -------- | ------------------- |
|   | ПЗ   | Україна  | Іван Котенко        |
|   | ПЗ   | Україна  | Костянтин Кравченко |
|   | ПЗ   | Україна  | Дмитро Льопа        |
|   | ПЗ   | Україна  | Роман Максимюк      |
|   | ПЗ   | Україна  | Дмитро Михайленко   |
|   | ПЗ   | Україна  | Сергій Назаренко    |
|   | ПЗ   | Україна  | Олександр Рикун     |
|   | ПЗ   | Україна  | Руслан Ротань       |
|   | ПЗ   | Україна  | Олег Шелаєв         |
|   | НП   | Україна  | Костянтин Балабанов |
|   | НП   | Україна  | Олег Венглинський   |
|   | НП   | Білорусь | Сергій Корніленко   |
|   | НП   | Україна  | Олександр Мелащенко |
|   | НП   | Україна  | Сергій Мотуз        |
|   | НП   | Україна  | Дмитро Семочко      |

## Чемпіонат України

### Календар чемпіонату України
| Тур | Команда              | Рахунок     | Тур | Команда                | Рахунок     | Тур | Команда              | Рахунок     |
| --- | -------------------- | ----------- | --- | ---------------------- | ----------- | --- | -------------------- | ----------- |
| 1   | «Металіст»           | 4:2Протокол | 11  | «Ворскла»              | 0:0Протокол | 21  | «Металург» (Донецьк) | 2:1Протокол |
| 2   | «Кривбас»            | 1:2Протокол | 12  | «Борисфен» (Бориспіль) | 0:0Протокол | 22  | «Таврія»             | 1:1Протокол |
| 3   | «Шахтар»             | 1:3Протокол | 13  | «Металург» (Запоріжжя) | 1:1Протокол | 23  | «Чорноморець»        | 1:0Протокол |
| 4   | «Закарпаття»         | 0:0Протокол | 14  | «Арсенал»              | 1:0Протокол | 24  | «Динамо»             | 2:0Протокол |
| 5   | «Волинь»             | 1:0Протокол | 15  | «Оболонь»              | 0:1Протокол | 25  | «Іллічівець»         | 2:0Протокол |
| 6   | «Іллічівець»         | 3:0Протокол | 16  | «Оболонь»              | 3:0Протокол | 26  | «Волинь»             | 1:1Протокол |
| 7   | «Динамо»             | 1:2Протокол | 17  | «Арсенал»              | 1:2Протокол | 27  | «Закарпаття»         | 0:3Протокол |
| 8   | «Чорноморець»        | 2:0Протокол | 18  | «Металург» (Запоріжжя) | 1:1Протокол | 28  | «Шахтар»             | 2:0Протокол |
| 9   | «Таврія»             | 3:1Протокол | 19  | «Борисфен» (Бориспіль) | 1:1Протокол | 29  | «Кривбас»            | 2:1Протокол |
| 10  | «Металург» (Донецьк) | 3:3Протокол | 20  | «Ворскла»              | 3:1Протокол | 30  | «Металіст»           | 0:2Протокол |

Примітка

Блакитним кольором виділені домашні ігри.

### Турнірна таблиця
| Місце | Команда              | Ігор | В  | Н | П  | РМ    | Очок |
| ----- | -------------------- | ---- | -- | - | -- | ----- | ---- |
| 1     | «Шахтар»             | 31   | 26 | 2 | 2  | 63-19 | 80   |
| 2     | «Динамо»             | 31   | 23 | 4 | 3  | 58-14 | 73   |
| 3     | «Металург» (Донецьк) | 30   | 14 | 7 | 9  | 38-35 | 49   |
| 4     | «Дніпро»             | 30   | 13 | 9 | 8  | 38-34 | 48   |
| 5     | «Іллічівець»         | 30   | 12 | 8 | 10 | 38-34 | 44   |

## Кубок України

### Виступи
| Раунд       | Команда                           | Рахунок     |
| ----------- | --------------------------------- | ----------- |
| 1/32 фіналу | «Електрометалург-НЗФ» (Нікополь)  | 4:1Протокол |
| 1/16 фіналу | «Динамо-ІгроСервіс» (Сімферополь) | 3:0Протокол |
| 1/8 фіналу  | «Сталь» (Алчевськ)                | 2:1Протокол |
| 1/4 фіналу  | «Нафтовик-Укрнафта»               | 2:2Протокол |
| 1/2 фіналу  | «Шахтар»                          | 1:2Протокол |

## Кубок УЄФА

### Виступи
| Раунд                        | Команда              | ДМ  | ВМ  | Загальний рахунок |
| ---------------------------- | -------------------- | --- | --- | ----------------- |
| Другий кваліфікаційний раунд | «Артмедіа»           | 1:1 | 0:3 | 4:1               |
| Перший раунд                 | «Маккабі» (Хайфа)    | 2:0 | 1:0 | 2:1               |
| Груповий турнір              | «Брюгге»             | 3:2 |     | 3:2               |
| Груповий турнір              | «Утрехт»             |     | 1:2 | 2:1               |
| Груповий турнір              | «Аустрія» (Відень)   | 1:0 |     | 1:0               |
| Груповий турнір              | «Реал» (Сарагоса)    |     | 2:1 | 1:2               |
| 1/16 фіналу                  | «Партизан» (Белград) | 0:1 | 2:2 | 2:3               |